# Cran (Einheit)
Das Cran war ein englisches Volumenmaß. Als Fischmaß wurde ein Gebinde von 45 Gallons (Imperial-) nicht ausgenommener Fische gerechnet.
- 1 Cran = 204,456 Liter nicht ausgenommener Fische, entsprach 700 frischen Heringen
- 1 Cran = 1 Fass = 37 ½ Gallons = 170,38 Liter ausgenommene gesalzene Fische, entsprach 850 Heringen